# Norman Hoop
Norman Ferdinand Hoop, född 5 maj 1970, är en liechtensteinsk jurist och före detta fotbollsspelare.
Han spelade en landskamp för Liechtensteins landslag 1990, mot USA.
Hoop är utbildad jurist och har arbetat inom fastighetsbranschen.